# Desinić
Desinić je vesnice a správní středisko stejnojmenné opčiny v Chorvatsku v Krapinsko-zagorské župě. Nachází se asi 7 km jihozápadně od Pregrady a asi 21 km západně od Krapiny. V roce 2011 žilo v Desinići 367 obyvatel, v celé opčině pak 2 933 obyvatel.
Součástí opčiny je celkem 28 trvale obydlených vesnic. Ačkoliv je Desinić střediskem opčiny, nachází se zde větší vesnice Ivanić Desinićki.
- Desinić – 367 obyvatel
- Desinić Gora – 123 obyvatel
- Donji Jalšovec – 70 obyvatel
- Donji Zbilj – 132 obyvatel
- Dubravica Desinićka – 41 obyvatel
- Gaber – 115 obyvatel
- Gora Košnička – 100 obyvatel
- Gornji Jalšovec – 64 obyvatel
- Gornji Zbilj – 59 obyvatel
- Gostenje – 87 obyvatel
- Grohot – 21 obyvatel
- Hum Košnički – 75 obyvatel
- Ivanić Desinićki – 439 obyvatel
- Ivanić Košnički – 23 obyvatel
- Jazbina – 36 obyvatel
- Jelenjak – 102 obyvatel
- Klanječno – 42 obyvatel
- Košnica – 98 obyvatel
- Nebojse – 79 obyvatel
- Osredek Desinićki – 40 obyvatel
- Ravnice Desinićke – 161 obyvatel
- Stara Ves Košnička – 16 obyvatel
- Šimunci – 95 obyvatel
- Škalić Zagorski – 22 obyvatel
- Trnovec Desinićki – 114 obyvatel
- Turnišće Desinićko – 114 obyvatel
- Turnovo – 27 obyvatel
- Velika Horvatska – 271 obyvatel

Desinićem procházejí župní silnice Ž2093, Ž2151 a Ž2248. Vlévá se zde potok Osredek do říčky Horvatska, která je pravostranným přítokem řeky Krapiny.